# Władysław Nycz (1913–2008)
Władysław Nycz (ur. 20 kwietnia 1913 w Łańcucie, zm. 4 kwietnia 2008 w Krynicy-Zdroju) – kapitan pilot Polskich Sił Powietrznych w Wielkiej Brytanii .

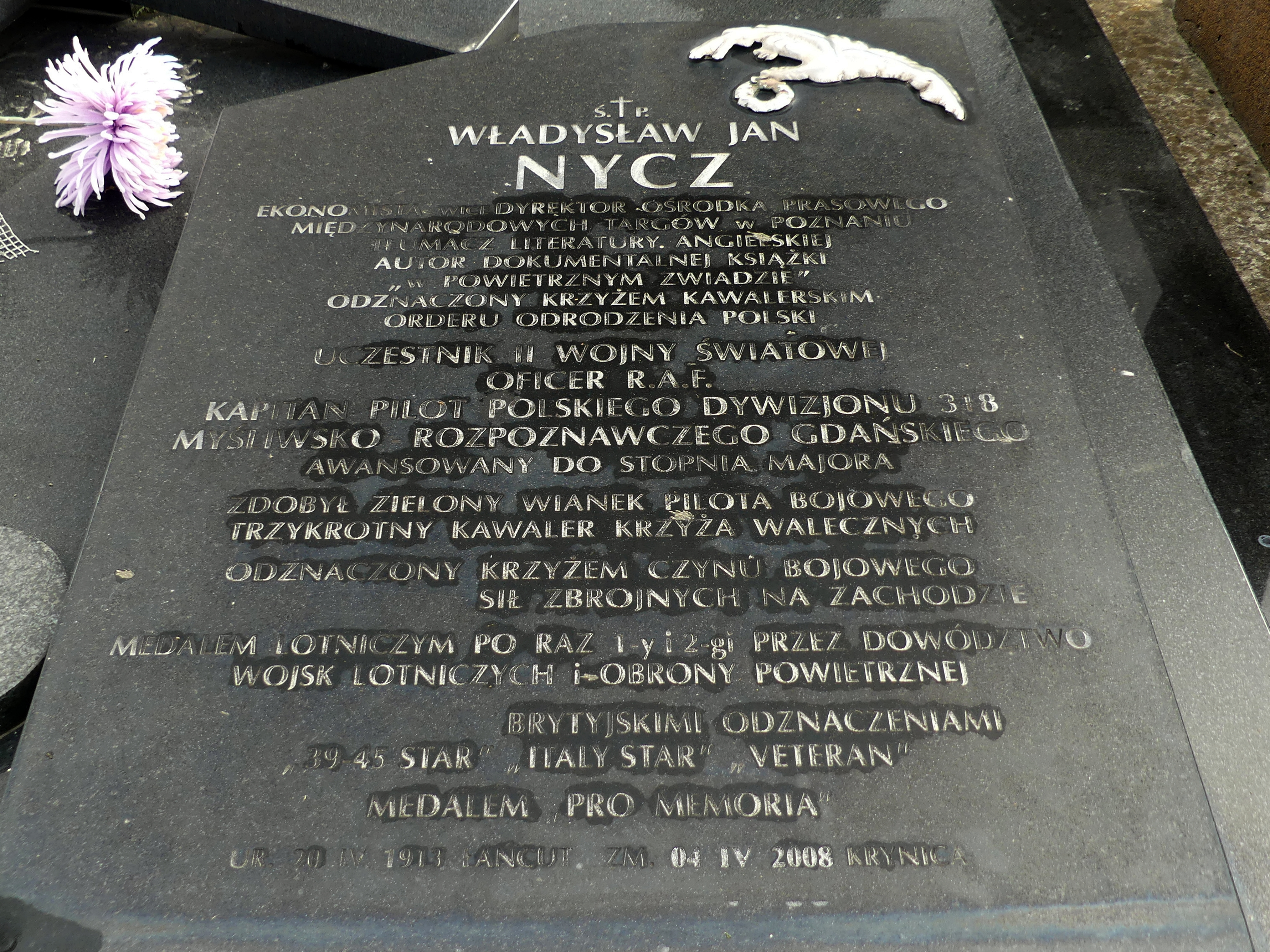
Płyta nagrobna na cmentarzu w Krynicy-Zdróju

## Życiorys
Ojciec Stanisław, matka Apolonia z d. Falkowska. W Poznaniu uczęszczał  do Szkoły Powszechnej, w 1936 zdał egzamin dojrzałości w Gimnazjum Humanistycznym im. Paderewskiego w Poznaniu. Podjął studia na Wydziale Prawa Uniwersytecie Poznańskim, po roku przeniósł się na do Wyższej Szkoły Handlowej  w  Poznaniu.
W 1935 był uczestnikiem kursu Lotniczego Przysposobienia Wojskowego w Łodzi. Będąc członkiem członkiem Aeroklubu Poznańskiego, odbył szkolenie samolotowe na samolocie RWD-8. 17 czerwca 1938 uzyskał licencję pilota samolotów turystycznych. Pod koniec kampanii wrześniowej ewakuował się do Rumunii, gdzie uzyskał pomoc w Polskim Konsulacie w Czerniowcach, stamtąd został skierowany do Francji. W kwietniu 1940 został skierowany do Szkoły Podchorążych Broni Pancernej w Cairanne w pobliżu Arles. Po wkroczeniu wojsk niemieckich do Francji został ewakuowany do Wielkiej Brytanii. W Wielkiej Brytanii kontynuował naukę w Szkole Podchorążych Broni Pancernej w Crawford w  Szkocji, po ukończeniu uzyskał stopień podchorążego broni pancernej. W 1942 r. zgłosił chęć służby w polskim  lotnictwie wojskowym, zgodził się na szkolenie lotnicze bez zachowania dotychczasowego stopnia wojskowego. Jego prośba została rozpatrzona pozytywnie, udał się do Szkoły Pilotażu Początkowego w Hucknall. Następne szkolenie przeszedł w Brighton (ITW – ang. Initial Training Wing)  teoretyczne z zakresu uzbrojenia, meteorologi, nawigacji, łączności.  Następnie powrócił  w bazy lotniczej w Hucknall  do Szkoły Wstępnego Pilotażu (ang. Elementary Training School), odbył przeszkolenie na samolotach  Tiger Moth. Następne szkolenie odbył w  Polskiej Szkole Zaawansowanego Pilotażu (ang. 16  Service Flying Training School) w Newton na samolotach Miles Master III. Po ukończeniu szkolenia 21 lipca 1943 otrzymał stopień sierżanta pilota RAF (RAF P-2296), dostał przydział  kolejno w jednostkach szkoleniowych: 1601 AAC Flight, 1611 AAC Flight, 1616 AAC Flight, w których wykonywał loty samolotami z rękawami do ćwiczeń strzelania baterii przeciwlotniczych.  1 września 1943 otrzymał awans na podporucznika pilota. W lutym 1944 został przeniesiony do bazy lotniczej w Middle East School of Artillery w Almazie pod Kairem, gdzie odbył szkolenie współpracy z artylerią, szkolenie obejmowało rozpoznanie i kierowanie ogniem artylerii z powietrza. Wraz z ppor. Antonim Galwinem od 14 kwietnia 1944  odbywał szkolenie w Ośrodku Szkolenia Operacyjnego (74 Operations Training Unit) w Petach Tikwa w Palestynie, gdzie odbył loty szkoleniowe na samolotach NA Harvard Mk.IIA, Hawker Hurricane Mk. II oraz Supermarine Spitfire Mk.V.  Po zdanym egzaminie został wysłany do 318 Dywizjonu. Od 27 czerwca 1944  z lotniska w Tortoreto we Włoszech  w 318 Dywizjonie dostał przydział do eskadry „A”, w której wykonywał loty operacyjne.  28 kwietnia 1945 por. Władysław Nycz oraz dowódca eskadry kpt. Jan Kazimierz Preihs wykonali lot, który okazał się ostatnim wojennym lotem dywizjonu. Po kapitulacji wojsk niemieckich we Włoszech 29 kwietnia 1945 Wacław Nycz miał już ukończoną swoją turę operacyjną, wykonał 122 loty bojowe w czasie 150 godzin, 22 czerwca został skierowany na urlop, wyjechał do Wielkiej Brytanii. 
We wrześniu 1945 został skierowany na kurs instruktorów pilotażu 25 SFTS w Hucknall, jednak w listopadzie kurs został rozwiązany.
Wielu lotników powróciło z emigracji do kraju po zakończeniu II wojny światowej czerwcu 1947 Władysław Nycz powrócił do Polski. Po powrocie był śledzony i podejrzewany o wrogie nastawienie do władzy komunistycznej przez  Urząd Bezpieczeństwa. W ramach działań operacyjno-śledczych pod kryptonimem Mewa inwigilowano środowisko byłych lotników służących w lotnictwie RAF, których podejrzewano o współpracę z obcym wywiadem, zarzucano im m.in. wrogość klasową i złe nastawienie do komunistycznego ustroju państwa polskiego. Nycz  także był inwigilowany przez Urząd Bezpieczeństwa Publicznego w Poznaniu, będąc pracownikiem Międzynarodowych Targów Poznańskich, utrzymywał kontakt z konsulem brytyjskim w Polsce  Josephem Waltersem co było elementem śledztwa. Władysław Nycz jest autorem opracowania historii 318 Dywizjonu Myśliwsko-Rozpoznawczego RAF, książka pt. „W powietrznym zwiadzie”. Był tłumaczem książek z języka angielskiego, przetłumaczył na język polski książki Lena Deightona:  „Nalot” oraz  „Myśliwiec”, książki zostały wydane w Polsce.

Wacław Nycz zmarł 4 kwietnia w 2008, został pochowany na cmentarzu komunalnym w Krynicy-Zdroju przy ulicy Kraszewskiego (sektor E, rząd 1, nr grobu 14).

## Odznaczenia
- Polowa Odznaka Pilota
- Krzyż Walecznych (trzykrotnie)[2]
- Medal Lotniczy (trzykrotnie)[b]
- Gwiazda za Wojnę 1939–1945[2][c],
- Italy Star[2]
- Defence Medal[2]
- War Medal[2]
- Krzyż Kawalerski Order Odrodzenia Polski (2007)[9]
- Medal „Pro Memoria”[d]
- Krzyż Czynu Bojowego Polskich Sił Zbrojnych na Zachodzie[e]